# Peam Ro
Huyện Peam Ro (tiếng Khmer: ស្រុកពាមរ) là một huyện nằm ở tỉnh Prey Veng, thuộc vùng Đông Nam Campuchia. Huyện lỵ nằm ở thị trấn Neak Leung trên tuyến quốc lộ 1. Huyện Peam Ro có 8 xã, thị trấn là:
- Ba Baong: Ponley, Doung, Chouk Chey, Ba Baong, Nikom Preah Soramrit Sihanouk
- Banlich Prasat: Prasat Lech, Prasat Cheung, Prasat Kaeut, Preaek Cham, Preaek Reang, Doek Dar
- Neak Loeang: Neak Loeang, Preaek Ta Sa, Preaek Thum, Stueng Slout, Stueng Santepheap
- Peam Mean Chey: Thmei, Boeng K'aek, Boeng Phsaot, Chamkar Veaeng, Banlich
- Peam Ro: Peam Kaoh, Thkov, Bati, Chambak Prang, Chak Khlanh
- Preaek Khsay Ka: Preaek Khsay, Otdam
- Preaek Khsay Kha: Phum Muoy, Phum Pir, Phum Bei, Phum Buon, Phum Pram, Phum Prammuoy
- Prey Kandieng: Prey Kandieng, Prey Khla, Prey Angkonh, Prey Kampeaeng, Chan, Sdau, Ponley.